# Jesse Stone: Eiskalt
Jesse Stone: Eiskalt ist die erste Episode der Fernsehfilmreihe um Jesse Stone. Sie lief 2005 zum ersten Mal in den USA und 2009 erstmals in Deutschland.

## Handlung
Deputy Luther Simpson hat auf Nachtstreife die Leiche eines jungen Mannes gefunden, der von zwei kleinkalibrigen Geschossen aus zwei verschiedenen Waffen getötet worden ist. Kurze Zeit später wird die Leiche einer auf die gleiche Weise getöteten jungen Frau gefunden. Ein Paar aus Boston, das die Opfer ausspäht und auf Video filmt, ist für diese Morde verantwortlich. Währenddessen ermittelt Molly Crane auf Geheiß ihres Vorgesetzten, Polizeichef Jesse Stone, im Fall der Gruppenvergewaltigung der Schülerin Candace, deren sich Jesse im weiteren Verlauf annimmt. Ihre Mutter möchte keinen Skandal, Candace wird mit Fotos von der Vergewaltigung durch die Vergewaltiger zum Stillschweigen erpresst, doch Molly überführt die drei Schuldigen. Der Haupttäter Bo und dessen bigotter Vater werden bei einem Zusammentreffen auf dem Revier von Candaces Vater verprügelt, ohne dass Stone einschreitet. Weil der Stadtrat das Medienecho der Mordserie als geschäftsschädigend missbilligt, setzt er Stone und sein Team unter Druck, auch was den für den Stadtrat „nebensächlichen“ Vergewaltigungsfall anbelangt. Er empfiehlt dringend den Beizug der State Police oder des FBI, was Stone jedoch ablehnt. Nach dem dritten Mord in der Serie führen Stones und Luthers Ermittlungen sie rasch zu dem Pärchen aus Boston, das Stones und Luthers Ermittlungen mitverfolgt und filmt. Als Stone sie unter Druck setzt, ermorden sie Stones Freundin Abby, die zum mittlerweile vierten Opfer der Serienmörder wird. Danach gerät Candace und ihre Familie in deren Fokus, was Jesse sich zunutze macht und den Mördern eine Falle stellt. Als sie ihn nach demselben Muster wie bei den bisherigen Morden umbringen will, erschießt er die Serienmörderin in Notwehr, schlägt ihren unbewaffneten Mann zu Boden und verhaftet ihn.
In der Nebenhandlung hat sich Stone des nunmehr herrenlosen Hundes des ersten Opfers angenommen und ist mit der Juristin Abby Taylor aus Night Passage befreundet; die beiden kommen sich als komisches Pärchen und als Freunde die Sex haben näher, und Stone erzählt ihr von seiner gescheiterten Ehe. In den gemeinsamen Gesprächen wird ihm bewusst, dass seine Alkoholprobleme auf seine Ehe und Trennung zurückzuführen sind. Seine Exfrau Jenn wiederum hat mit ihrem Produzenten geschlafen und versucht sich in die Berichterstattung über die Morde hineinzudrängen, was Stones Telefonkontakt mit ihr zunehmend belastet.

## Ausstrahlung
Die Original-Erstausstrahlung des Fernsehfilms erfolgte im Februar 2005 auf dem amerikanischen Fernsehsender CBS. Im deutschen Fernsehen war der Film erstmals 2009 zu sehen. Bei den Wiederholungen auf verschiedenen deutschsprachigen Fernsehsendern wird Eiskalt üblicherweise als chronologisch zweiter Film der Reihe ausgestrahlt.

## Hintergrund
Nach seiner Scheidung und seiner Entlassung wegen Trunkenheit im Dienst beim Morddezernat des Los Angeles Police Departments findet Jesse Stone seine für ihn letzte Anstellung als Polizeichef in Paradise, Massachusetts, einem kleinen und scheinbar ruhigen Hafenstädtchen in Neuengland, unweit von Boston. Trotz seiner Alkoholprobleme wird er vom Stadtrat zum neuen Polizeichef (Chief) gewählt. Allerdings stellt sich schnell heraus, dass das Leben in Paradise keineswegs so himmlisch und gewaltfrei ist wie Jesse Stone gehofft hat, zudem die Mehrheit des Stadtrats sich vom 'Geschäftsmann' und ehemaligen Bankier Hastings „Hasty“ Hathaway zur Wahl von Stone überreden ließ, weil er ihn mag. Jesse Stone ist Vorgesetzter eines kleinen Teams: Molly Crane, ab Alte Wunden Rose Gammon, und Luther „Suitcase“ Simpson, die schnell ihr Misstrauen gegen den vermeintlich sturen aber jovialen Alkoholiker überwinden und Freunde werden, sowie Anthony D’Angelo, der damit gerechnet hatte, zum Polizeichef ernannt zu werden. Der Stadtrat versucht sich immer wieder in die Arbeit seines neuen Polizeichefs einzumischen, sodass das Verhältnis von Anfang an sehr angespannt ist und sich erst mit der achten Folge der Fernsehfilmreihe (Jesse Stone: Im Zweifel für den Angeklagten) stabilisiert. Captain Healy, der Leiter des Morddezernats des Staates Massachusetts wird ein Freund des Polizeichefs, und Dr. Perkins, ein Kinderarzt, wurde von Jesse Stone zum örtlichen Gerichtsmediziner ernannt. Ein weiterer wiederkehrender und in die Handlungsstränge integrierter Charakter ist Jesse Stones Exfrau Jenn. Die Handlung der neun zwischen 2005 und 2015 realisierten Spielfilme folgt teilweise nur sehr lose den Romanen von Robert B. Parker. Am 18. Oktober 2015 wurde Jesse Stone: Lost in Paradise in Amerika ausgestrahlt.
Hastings Hathaway sitzt in der chronologisch zwischen Night Passage und Death in Paradise angesiedelten Folge seine Gefängnisstrafe ab und tritt daher nicht in Erscheinung, Captain Healy als Jesses Freund und Leiter des staatlichen Morddezernats hat wie D’Angelo nur eine Nebenrolle. Molly ist noch nicht schwanger und arbeitet als Ermittlerin im Außendienst.

## Rezeption
„Leicht depressiv, aber resolut zeigt sich Schnauzbartträger Selleck in Bestform.“

„Kein Fall für Leute, die auf Actionszenen warten, aber der weniger anspruchsvolle Krimifreund kommt dank Selleck wohl auf seine Kosten.“

## Produktion
Produziert vom amerikanischen Fernsehsender CBS, wurde Im Zweifel für den Angeklagten an Drehorten in Lunenburg, 90 km entfernt von Halifax im kanadischen Nova Scotia realisiert.